# Mandaryna

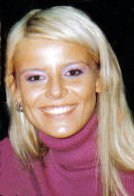
Marta Wisniewska (2007)

Mandaryna, bürgerlich: Marta Katarzyna Wiktoria Wiśniewska (* 12. März 1978 in Łódź) ist eine polnische Tänzerin, Choreografin, Schauspielerin und Pop-Sängerin. Ihre Eltern sind Wiesława und Roman Mandrykiewicz. Sie hat eine Schwester namens Małgorzata.

## Leben und Wirken
Sie gehört zur Tänzergruppe Mandaryna Dance Studio. Ihr musikalisches Debüt war der Clip Here I go Again. Das Album verkaufte sich in Polen gut. Bekannt ist Mandaryna außerdem in Deutschland, Österreich, Belgien, Dänemark, den Niederlanden und in Japan. Alle ihre Hits wurden von Harald Reitinger und Uli Fisher (Beatpowermusic) komponiert und produziert.
Im Jahr 2005 wurde Mandaryna mit dem Eska Music Awards 2005 in der Kategorie Sängerin des Jahres ausgezeichnet. Im September 2005 belegte sie den zweiten Platz auf dem Sopot-Festival. Beim polnischen Sender TV Polsat präsentiert sie eine Sendung unter dem Titel Let's Dance.
Mandaryna war mit Michał Wiśniewski, dem Sänger der Pop-Band Ich Troje, verheiratet. Sie hat mit ihm zwei Kinder.

## Diskografie

### Alben
- 2004: mandaryna.com
- 2005: mandaryna.com2me
- 2009: AOK

### Musikvideos
- 2004: Here I Go Again
- 2004: L’ete Indien
- 2005: Ev’ry Night
- 2005: You Give Love A Bad Name
- 2006: Stay Together
- 2007: Heaven
- 2009: Good Dog, Bad Dog